# Музей Солнца
Музей Солнца — новосибирский музей, единственный в России музей Солнца. 

## Экспозиция
Автором проекта «Культурно-исторический экспоцентр Солнца» является Дарнева Ирина Степановна. Предприниматель, востоковед, знаток и исследователь древних источников, Ирина Степановна вместе с супругом  Светозаром Павловичем побывала во многих странах мира. Встречаясь с историками, этнографами, археологами, коллекционерами, учёными, она собрала за многие годы богатый материал по солнечным культурам народов древности.
В 90-е годы идея организовать Музей Солнца  родилась в экспедиции по культовым местам Алтая, запечатлевшим в каменных летописях солярные изображения и петроглифы. В этой поездке Ирина Степановна, совместно с  другими участниками  экспедиции, предложила  Липенкову Валерию Ивановичу, инициатору проведения алтайских солярных исследований, мастеру-зодчему, директору Клуба «Солнечный», который на тот момент создал достаточно большую коллекцию работ на тему «Солнечные образы  народов мира» в стиле резьбы по дереву,  организовать Музей Солнца, с последующей финансовой поддержкой.
В 2000 году в Академгородке  была официально зарегистрирована Городская общественная организация «Музей Солнца»,    действовавшая до 2015 года при поддержке завода ЖБИ-2 (в лице генерального директора Бубякина М.В.). На этой площадке  разместились преимущественно творческие  работы В.И. Липенкова, а также сувениры, экспонаты и подарки  солнечной тематики от общественников,  друзей, посетителей авторского музея.
В этом же году в связи с прекращением финансирования и аварийного состояния арендованной площади деятельность музея останавливается.  И. С. Дарнева инициирует объединение авторского направления и своей  коллекции из копий и артефактов, в том числе экспонатов, переданных коллекционерами и владельцами для  новой музейной экспозиции. Ею были написаны проект, экскурсионная программа, разработана основная концепция для расширенной музейной площадки на основе    Автономной Некоммерческой Организации «Культурно-исторический  экспоцентр Солнца», одним из основных направлений которой станет обновлённая версия Музея Солнца. Для этого арендуется на учредительные средства помещение с тремя залами по адресу: Красный проспект 165/1.  Небольшим коллективом единомышленников под руководством Ирины Степановны и при финансовой поддержке предпринимателя Дарнева Светозара Павловича в течение года создаются  экспозиции, затем открывается экскурсионное посещение, через отзывы и анализ деятельности дорабатывается сам проект, учитываются пожелания посетителей.
Инициатива  И.С. Дарневой была поддержана группой учредителей, в их  состав   вошёл В.И. Липенков с частью своих  работ, созданных при содействии художника-этнографа Скорыниной Э.А., основная коллекция из Академгородка перевозится им на Алтай в авторский Дом Солнца (с. Баштала), построенный на средства его друзей и меценатов.
В Новосибирске в 2016 году «Культурно-исторический  экспоцентр Солнца» официально  открывает свои двери для посетителей и на арендованной площади работает в течение четырёх лет. В 2020 году Светозар Павлович и Ирина Степановна Дарневы приобретают  новое помещение по адресу: ул. Дуси Ковальчук 179/3. Являясь учредителями, они организуют и финансируют  строительные, ремонтные и отделочные работы в залах будущего музея-экспоцентра,  создание обновлённых экспозиций, производят закупку оборудования, выставочных экспонатов. Работа   длится в течение двух лет. Ирина Степановна разрабатывает дизайн-проект, эстетическое и художественное оформление, создаёт копии артефактов из частных коллекций и музеев мира,  реконструкцию костюмов, экспозиционные арт-зоны, разрабатывает информационное  сопровождение и экскурсионную программу.
3 мая 2022 года в Международный день Солнца состоялось торжественное открытие «Культурно-исторического экспоцентра Солнца» на постоянной площадке.
Один из залов экспоцентра посвящен В.И. Липенкову. Здесь размещены его творческие работы –  солнечные лики в технике резьбы по дереву, и переданные музею  плоские колокола – била.
Культурно-исторический проект музея адаптирован для школьников и детей дошкольного возраста, является социально-ориентированным, повышает привлекательность нашей страны, города Новосибирска для иностранных туристов, путешественников и соотечественников. В создании экспозиций принимали активное участие сотрудники экспоцентра Солнца, их друзья и единомышленники, учредители, внося  лепту в столь грандиозный замысел, теперь уже воплощённый в реальность. Некоторые работы по дереву, например,  копия Трона Тутанхамона  в Зале Египет (инкрустация и роспись И. Дарнева), детская люлька (Зал Русь Славяне), идолы-курильницы (Зал Америка)  выполнены на заказ сибирским мастером Юрием Крыловым в виде исторических реконструкций, а также деревянные солнца в арт-стиле. Уникальная коллекция пасхальных яиц с солярной символикой передана для экспонирования Татьяной Ивановной Колмаковой.
Культурно-исторический экспоцентр Солнца  является вкладом меценатов и участников проекта в развитие культурной среды Сибири.

## Внешние ссылки
- О музее на официальном сайте
- Самопознание.ру
- Здание музея солнца на карте Новосибирска